# Wereldkampioenschap Twenty20 2014
Het Wereldkampioenschap Twenty20 2014 was het wereldkampioenschap cricket in de vorm Twenty20, dat in Bangladesh werd gehouden van 16 maart 2014 tot en met 6 april 2014.
Aan het toernooi deden zestien landen mee; de tien testcricketlanden waren direct geplaatst en er werd in november 2013 in
de Verenigde Arabische Emiraten een kwalificatietoernooi gehouden waar zestien teams streden om de overgebleven zes tickets. Het lukte Afghanistan, Hongkong, Ierland, Nederland, Nepal en de Verenigde Arabische Emiraten om zich voor het wereldkampioenschap te plaatsen.
De acht beste testlanden waren direct voor het hoofdtoernooi geplaatst, de twee laagst geklasseerde testlanden, Bangladesh en Zimbabwe, streden met de zes gekwalificeerde niet-testlanden in een voorronde om twee plaatsen in het hoofdtoernooi.
Voorafgaand aan het toernooi ontstond commotie in het Nederlandse cricket nadat Timothy Gruijters in een videofilmpje claimde dat hij op onreglementaire wijze en tegen zijn zin gedwongen was zich geblesseerd af te melden, zodat het cricketteam hem kon vervangen door vedette Tom Cooper die pas op het laatste moment beschikbaar kwam. De Koninklijke Nederlandse Cricket Bond ontkende deze beschuldigingen en ook de International Cricket Council reageerde negatief. Vervolgens verwijderde Gruijters zijn video en stelde de cricketbond een intern onderzoek in.

## Speelsteden
| Chittagong                    | Dhaka                                    | Sylhet                               |
| ----------------------------- | ---------------------------------------- | ------------------------------------ |
| Zohur Ahmed Chowdhury Stadium | Sher-e-Bangla Cricket Stadium            | Sylhet International Cricket Stadium |
| Capaciteit: 20.000            | Capaciteit: 26.000                       | Capaciteit: 18.500                   |
| Zohur Ahmed Chowdhury Stadium | Sher-e-Bangla National Cricket Stadium   | Sylhet International Cricket Stadium |
| Wedstrijden: 15               | Wedstrijden: 14 (SF-1), (SF-2) & (Final) | Wedstrijden: 6                       |

## Groepsfase
De groepswinnaars plaatsen zich voor de Super-10-ronde.

### Groep A
| Team        | AW | G | V | GR | NRR    | Pnt |
| ----------- | -- | - | - | -- | ------ | --- |
| Bangladesh  | 3  | 2 | 1 | 0  | +1,466 | 4   |
| Nepal       | 3  | 2 | 1 | 0  | +0,933 | 4   |
| Afghanistan | 3  | 1 | 2 | 0  | −0,981 | 2   |
| Hongkong    | 3  | 1 | 2 | 0  | −1,455 | 2   |

| 16 maart 2014 15:30 Scorecard                      | Afghanistan 72 (17,1 overs) | v | Bangladesh 78/1 (12 overs) | Bangladesh wint met 9 wickets. Sher-e-Bangla National Stadium, Dhaka |
| 16 maart 2014 15:30 Scorecard                      |                             |   |                            | Bangladesh wint met 9 wickets. Sher-e-Bangla National Stadium, Dhaka |
| - Bangladesh won de toss en koos ervoor te velden. |                             |   |                            |                                                                      |

| 16 maart 2014 19:30 Scorecard                     | Nepal 149/8 (20 overs) | v | Hongkong 69 (17 overs) | Nepal wint met 80 runs Zohur Ahmed Chowdhury Stadium, Chittagong |
| 16 maart 2014 19:30 Scorecard                     |                        |   |                        | Nepal wint met 80 runs Zohur Ahmed Chowdhury Stadium, Chittagong |
| - Hong Kong won de toss en koos ervoor te velden. |                        |   |                        |                                                                  |

| 18 maart 2013 15:30 Scorecard                     | Hongkong 153/8 (20 overs) | v | Afghanistan 154/3 (18 overs) | Afghanistan wint met 7 wickets Zohur Ahmed Chowdhury Stadium, Chittagong |
| 18 maart 2013 15:30 Scorecard                     |                           |   |                              | Afghanistan wint met 7 wickets Zohur Ahmed Chowdhury Stadium, Chittagong |
| - Hong Kong won de toss en koos ervoor te batten. |                           |   |                              |                                                                          |

| 18 maart 2014 19:30 Scorecard                      | Nepal 126/5 (20 overs) | v | Bangladesh 132/2 (15,3 overs) | Bangladesh wint met 8 wickets Zohur Ahmed Chowdhury Stadium, Chittagong |
| 18 maart 2014 19:30 Scorecard                      |                        |   |                               | Bangladesh wint met 8 wickets Zohur Ahmed Chowdhury Stadium, Chittagong |
| - Bangladesh won de toss en koos ervoor te velden. |                        |   |                               |                                                                         |

| 20 maart 2014 15:30 Scorecard                       | Nepal 141/5 (20 overs) | v | Afghanistan 132/8 (20 overs) | Nepal wint met 9 runs Zohur Ahmed Chowdhury Stadium, Chittagong |
| 20 maart 2014 15:30 Scorecard                       |                        |   |                              | Nepal wint met 9 runs Zohur Ahmed Chowdhury Stadium, Chittagong |
| - Afghanistan won de toss en koos ervoor te velden. |                        |   |                              |                                                                 |

| 20 maart 2014 19:30 Scorecard                     | Bangladesh 108 (16,3 overs) | v | Hongkong 114/8 (19,4 overs) | Hong Kong wint met 2 wickets Zohur Ahmed Chowdhury Stadium, Chittagong |
| 20 maart 2014 19:30 Scorecard                     |                             |   |                             | Hong Kong wint met 2 wickets Zohur Ahmed Chowdhury Stadium, Chittagong |
| - Hong Kong won de toss en koos ervoor te velden. |                             |   |                             |                                                                        |

### Groep B
| Team                         | AW | G | V | GR | NRR    | Pnt |
| ---------------------------- | -- | - | - | -- | ------ | --- |
| Nederland                    | 3  | 2 | 1 | 0  | +1,109 | 4   |
| Zimbabwe                     | 3  | 2 | 1 | 0  | +0,957 | 4   |
| Ierland                      | 3  | 2 | 1 | 0  | −0,701 | 4   |
| Verenigde Arabische Emiraten | 3  | 0 | 3 | 0  | −1,541 | 0   |

| 17 maart 2014 15:30 Scorecard                   | Zimbabwe 163/5 (20 overs) | v | Ierland 164/7 (20 overs) | Ierland wint met 3 wickets. Sylhet Divisional Stadium, Sylhet |
| 17 maart 2014 15:30 Scorecard                   |                           |   |                          | Ierland wint met 3 wickets. Sylhet Divisional Stadium, Sylhet |
| - Ierland won de toss en koos ervoor te velden. |                           |   |                          |                                                               |

| 17 maart 2014 19:30 Scorecard                                        | Verenigde Arabische Emiraten 151 (19,5 overs) | v | Nederland 152/4 (18,5 overs) | Nederland wint met 6 wickets. Sylhet Divisional Stadium, Sylhet |
| 17 maart 2014 19:30 Scorecard                                        |                                               |   |                              | Nederland wint met 6 wickets. Sylhet Divisional Stadium, Sylhet |
| - Verenigde Arabische Emiraten won de toss en koos ervoor te batten. |                                               |   |                              |                                                                 |

| 19 maart 2014 15:30 Scorecard                     | Nederland 140/5 (20 overs) | v | Zimbabwe 146/5 (20 overs) | Zimbabwe wint met 5 wickets. Sylhet Divisional Stadium, Sylhet |
| 19 maart 2014 15:30 Scorecard                     |                            |   |                           | Zimbabwe wint met 5 wickets. Sylhet Divisional Stadium, Sylhet |
| - Nederland won de toss en koos ervoor te batten. |                            |   |                           |                                                                |

| 19 maart 2014 19:30 Scorecard                   | Verenigde Arabische Emiraten 123/6 (20 overs) | v | Ierland 103/3 (14,2 overs) | Ierland wint met 21 runs (Duckworth-Lewismethode). Sylhet Divisional Stadium, Sylhet |
| 19 maart 2014 19:30 Scorecard                   |                                               |   |                            | Ierland wint met 21 runs (Duckworth-Lewismethode). Sylhet Divisional Stadium, Sylhet |
| - Ierland won de toss en koos ervoor te velden. |                                               |   |                            |                                                                                      |

| 21 maart 2014 11:30 Scorecard                    | Verenigde Arabische Emiraten 116/9 (20 overs) | v | Zimbabwe 118/5 (13,4 overs) | Zimbabwe wint met 5 wickets. Sylhet Divisional Stadium, Sylhet |
| 21 maart 2014 11:30 Scorecard                    |                                               |   |                             | Zimbabwe wint met 5 wickets. Sylhet Divisional Stadium, Sylhet |
| - Zimbabwe won de toss en koos ervoor te velden. |                                               |   |                             |                                                                |

| 21 maart 2014 15:30 Scorecard                     | Ierland 189/4 (20 overs) | v | Nederland 193/4 (13,5 overs) | Nederland wint met 6 wickets. Sylhet Divisional Stadium, Sylhet |
| 21 maart 2014 15:30 Scorecard                     |                          |   |                              | Nederland wint met 6 wickets. Sylhet Divisional Stadium, Sylhet |
| - Nederland won de toss en koos ervoor te velden. |                          |   |                              |                                                                 |

## Super 10
De nummers 1 en 2 van beide groepen plaatsen zich voor de halve finale.

### Groep 1
| Team          | AW | G | V | GR | NRR    | Pnt |
| ------------- | -- | - | - | -- | ------ | --- |
| Sri Lanka     | 4  | 3 | 1 | 0  | +2.233 | 6   |
| Zuid-Afrika   | 4  | 3 | 1 | 0  | +0.075 | 6   |
| Nieuw-Zeeland | 4  | 2 | 2 | 0  | −0.678 | 4   |
| Engeland      | 4  | 1 | 3 | 0  | −0.776 | 2   |
| Nederland     | 4  | 1 | 3 | 0  | −0.866 | 2   |

### Groep 2
| Team       | AW | G | V | GR | NRR    | Pnt |
| ---------- | -- | - | - | -- | ------ | --- |
| India      | 4  | 4 | 0 | 0  | +1.280 | 8   |
| West-Indië | 4  | 3 | 1 | 0  | +1.971 | 6   |
| Pakistan   | 4  | 2 | 2 | 0  | −0.384 | 4   |
| Australië  | 4  | 1 | 3 | 0  | −0.857 | 2   |
| Bangladesh | 4  | 0 | 4 | 0  | −2.072 | 0   |

## Knock-outfase
|  | Halve finale 3 & 4 april | Halve finale 3 & 4 april |            |  | Finale 6 april | Finale 6 april |  |
|  |                          |                          |            |  |                |                |  |
|  |                          |                          |            |  |                |                |  |
|  | Sri Lanka                | 160/6 (20)               |            |  |                |                |  |
|  | West-Indië               | 80/4 (13,5)              |            |  |                |                |  |
|  |                          |                          |            |  |                |                |  |
|  |                          |                          |            |  |                |                |  |
|  |                          |                          |            |  | Sri Lanka      | 134/4 (17,5)   |  |
|  |                          | India                    | 130/4 (20) |  |                |                |  |
|  |                          |                          |            |  |                |                |  |
|  |                          |                          |            |  |                |                |  |
|  |                          |                          |            |  |                |                |  |
|  |                          |                          |            |  |                |                |  |
|  | India                    | 172/4 (20)               |            |  |                |                |  |
|  | Zuid-Afrika              | 176/4 (19,1)             |            |  |                |                |  |

### Halve finales
| 3 april 2014 19:00 Scorecard                      | Sri Lanka 160/6 (20 overs) | v | West-Indië 80/4 (13,5 overs) | Sri Lanka wint met 27 runs (Duckworth-Lewismethode). Sher-e-Bangla National Stadium, Dhaka |
| 3 april 2014 19:00 Scorecard                      |                            |   |                              | Sri Lanka wint met 27 runs (Duckworth-Lewismethode). Sher-e-Bangla National Stadium, Dhaka |
| - Sri Lanka won de toss en koos ervoor te batten. |                            |   |                              |                                                                                            |

| 4 april 2014 19:00 Scorecard                        | Zuid-Afrika 172/4 (20 overs) | v | India 176/4 (19,1 overs) | India wint met 6 wickets. Sher-e-Bangla National Stadium, Dhaka |
| 4 april 2014 19:00 Scorecard                        |                              |   |                          | India wint met 6 wickets. Sher-e-Bangla National Stadium, Dhaka |
| - Zuid-Afrika won de toss en koos ervoor te batten. |                              |   |                          |                                                                 |

### Finale
| 6 april 19:30 Scorecard                           | India 130/4 (20 overs) | v | Sri Lanka 134/4 (17,5 overs) | Sri Lanka wint met zes wickets en wordt wereldkampioen Twenty20-cricket 2014 Sher-e-Bangla National Stadium, Dhaka |
| 6 april 19:30 Scorecard                           |                        |   |                              | Sri Lanka wint met zes wickets en wordt wereldkampioen Twenty20-cricket 2014 Sher-e-Bangla National Stadium, Dhaka |
| - Sri Lanka won de toss en koos ervoor te velden. |                        |   |                              | |

## Eindstand
| Nr. | Team                         | Groep | Gespeeld | Gewonnen | Verloren | No Results | NRR    | Punten |
| --- | ---------------------------- | ----- | -------- | -------- | -------- | ---------- | ------ | ------ |
| 1   | Sri Lanka                    | 1     | 6        | 5        | 1        | 0          | +1,252 | 10     |
| 2   | India                        | 2     | 6        | 5        | 1        | 0          | +1,600 | 10     |
| 3   | West-Indië                   | 2     | 5        | 3        | 2        | 0          | +0.301 | 6      |
| 4   | Zuid-Afrika                  | 1     | 5        | 3        | 2        | 0          | −0.196 | 6      |
| 5   | Pakistan                     | 2     | 4        | 2        | 2        | 0          | −0.384 | 4      |
| 6   | Nieuw-Zeeland                | 1     | 4        | 2        | 2        | 0          | −0.678 | 4      |
| 7   | Engeland                     | 1     | 4        | 1        | 3        | 0          | −0.776 | 2      |
| 8   | Australië                    | 2     | 4        | 1        | 3        | 0          | −0.857 | 2      |
| 9   | Nederland                    | B; 1  | 7        | 3        | 4        | 0          | −0.209 | 6      |
| 10  | Bangladesh                   | A; 2  | 7        | 2        | 5        | 0          | −0.522 | 4      |
| 11  | Zimbabwe                     | B     | 3        | 2        | 1        | 0          | +0.957 | 4      |
| 12  | Nepal                        | A     | 3        | 2        | 1        | 0          | +0.933 | 4      |
| 13  | Ierland                      | B     | 3        | 2        | 1        | 0          | −0.701 | 4      |
| 14  | Afghanistan                  | A     | 3        | 1        | 2        | 0          | −0.981 | 2      |
| 15  | Hongkong                     | A     | 3        | 1        | 2        | 0          | −1.455 | 2      |
| 16  | Verenigde Arabische Emiraten | B     | 3        | 0        | 3        | 0          | −1.541 | 0      |